# Storden
Storden és una població dels Estats Units a l'estat de Minnesota. Segons el cens del 2000 tenia 274 habitants.

## Demografia
Segons el cens del 2000, Storden tenia 274 habitants, 120 habitatges, i 81 famílies. La densitat de població era de 503,8 habitants per km².
Dels 120 habitatges en un 20% hi vivien nens de menys de 18 anys, en un 60,8% hi vivien parelles casades, en un 3,3% dones solteres, i en un 32,5% no eren unitats familiars. En el 30% dels habitatges hi vivien persones soles el 17,5% de les quals corresponia a persones de 65 anys o més que vivien soles. El nombre mitjà de persones vivint en cada habitatge era de 2,28 i el nombre mitjà de persones que vivien en cada família era de 2,77.
Per edats la població es repartia de la següent manera: un 21,5% tenia menys de 18 anys, un 7,7% entre 18 i 24, un 20,4% entre 25 i 44, un 25,2% de 45 a 60 i un 25,2% 65 anys o més.
L'edat mediana era de 46 anys. Per cada 100 dones de 18 o més anys hi havia 93,7 homes.
La renda mediana per habitatge era de 30.694 $ i la renda mediana per família de 42.917 $. Els homes tenien una renda mediana de 28.750 $ mentre que les dones 22.000 $. La renda per capita de la població era de 15.134 $. Entorn del 16,1% de les famílies i el 14,7% de la població estaven per davall del llindar de pobresa.

## Poblacions properes
El següent diagrama mostra les poblacions més properes.